# Altagracia, Mexiko
Altagracia är en ort i Mexiko.   Den ligger i kommunen El Bosque och delstaten Chiapas, i den sydöstra delen av landet, 700 km öster om huvudstaden Mexico City. Altagracia ligger 1 311 meter över havet och antalet invånare är 513.
Terrängen runt Altagracia är varierad, och sluttar österut. Runt Altagracia är det ganska tätbefolkat, med 166 invånare per kvadratkilometer. Närmaste större samhälle är Simojovel de Allende, 13,5 km nordost om Altagracia. I omgivningarna runt Altagracia växer i huvudsak städsegrön lövskog.